# Willem Tholen (gewichtheffer)
Wilhelmus (Willem) Tholen (Haarlem, 28 mei 1900 - aldaar, 21 maart 1984) was een Nederlands gewichtheffer. Hij nam eenmaal deel aan de Olympische Spelen, maar won hierbij geen medailles.
Op de Olympische Zomerspelen 1928 in Amsterdam vertegenwoordigde hij Nederland op 27-jarige leeftijd. Hij kwam uit op het onderdeel gewichtheffen in de klasse halfzwaargewicht. Hij scoorde 297,5 kg (drukken: 87,5 kg, trekken: 90 kg, stoten: 120 kg) en eindigde hiermee op een twaalfde plaats.
In zijn actieve tijd was hij aangesloten bij Krachtsportvereniging Haarlem.